# Municipio de Guastatoya
Municipio de Guastatoya är en kommun i Guatemala.   Den ligger i departementet Departamento de El Progreso, i den centrala delen av landet, 50 km öster om huvudstaden Guatemala City.